# Ренато Врбичич
Ренато Врбичич (21 листопада 1970 — 12 червня 2018) — хорватський ватерполіст.
Срібний призер Олімпійських Ігор 1996 року.